# ジョージ・キャリアー
ジョージ・キャリアー（George Francis Carrier, 1918年5月4日 - 2002年3月8日）は、アメリカ合衆国の数学者で、ハーバード大学の数学の名誉教授である。彼は、物理システムを直感的にモデルで表し、推論して分析する能力によって知られている。特に流体力学、燃焼、津波等のモデル化によって知られる。
メイン州Millinocket生まれ。彼はコーネル大学から、1939年に学士号、1944年に博士号を得た。多くの数学の教科書や100を超える論文を執筆した。ブラウン大学教授を経て、1952年からハーバード大学教授を務めた。
1976年にオットー・ラポルテ賞を受賞、1978年にティモシェンコ・メダルを受賞、1990年にジョージ・H・W・ブッシュ大統領より、自然科学への貢献に対してアメリカ国家科学賞を受けた。